# さんま&SMAP!美女と野獣のクリスマススペシャル
『さんま&SMAP!美女と野獣のクリスマススペシャル』（さんまアンドスマップ!びじょとやじゅうのクリスマススペシャル）は、日本テレビ系列で1995年から2015年まで12月のクリスマス期間に日本テレビGスタジオから生放送されていた特別バラエティ番組。明石家さんまとSMAPの冠番組でもあった。
通称は『さんま&SMAP!』、『さんスマ』。

## 概要
さんまとSMAPのメンバーが豪華ゲスト陣と毎年、テーマに沿ったトークや様々な企画を行い、番組の最後にはSMAPの生ライブ（1999年と2000年のみは、事前収録したライブ映像を放送）が行われるのが恒例となっていた。
1995年から2002年まではさんまが司会進行をし少数の女性ゲストと恋愛に関するトーク企画、さんま・SMAPがそれぞれ好みの衣装を提案し、それをモデルに着せて誰のセンスが一番いいかを競うファッションショー企画、SMAPの5人が合コンに参加したり女装をしたら誰が一番似合うかをランク付けするコーナーなどが行われてきた。
1995年から1998年までは「SMAP100の哲学」と題し、事前に100の質問をSMAP全員に行ったものの中からテーマがモニターに表示され、そのテーマからさんま司会のもとトークを行った。
1999年のみ「さんま&SMAPの行ってみたい場所」をテーマとして、番組史上初となるオールロケ企画としてさんま・SMAPが商店街やラーメン店へバスを使用して行きつつ、当時の麹町日本テレビ本社前から現在汐留日本テレビ本社があるパーティ会場の簡易セットを組み立てた場所の更地まで移動した。ゲストとは汐留にて合流し、その汐留更地の簡易セットでトークと当時恒例だったクリスマスファッションショーとSMAPライブを行った。番組がスタジオ外から放送を行ったのはこの年だけである。
2003年からは、それまで完全に全編トークだったものから、再現VTRを挟みつつ番組を進行していくスタイルへ変更された。2003年から2005年はさんま・SMAPが事前に回答したクリスマスにちなんだアンケートを基に再現VTRにして発表する企画を放送。2003年は「クリスマスだからやりたいこと」、2004年は「クリスマスだから本当のアナタが見たい」をテーマにさんま・SMAPがアンケートに回答し、様々な再現VTRを放送した。
2005年にはゲストを大量に増員、司会進行をさんまから羽鳥慎一に変更するなどの大幅なテコ入れを行った。この年は、さんま・SMAPのアンケート回答を基に「自分ならどんな最高のクリスマスを彼女に届けるか」を再現VTRで発表し、20人の女性ゲストが審査する「クリスマスNo.1決定戦」として行われた。
2006年・2007年にはさんま・SMAPが実際に出会った「ムカついた女」や「グッときた女」を再現VTRで紹介し、ひな壇の女性ゲストが共感できるかどうかを審査する企画が中心となった。
2008年には「名言」、2009年には「都市伝説」をテーマとして、さんま・SMAPの人間像を証言や再現VTRで紹介する企画が行われた。
2010年には、ゲストから出された「禁断の質問」にさんま・SMAPが答える企画が放送された。この年のみ、2003年以降行っていた再現VTRは一切無く、8年ぶりに全編トークの構成となった（但し、ゲストの紹介VTRは流された）。
2011年にはさんま・SMAPのことが大嫌いな芸能人がスタジオに登場し、禁断のエピソードを告白する企画が行われた。
2012年にはさんま・SMAPの過去の発言の「嘘」をゲストが告発する企画が行われた。
2013年にはさんま・SMAPに「久しぶりに会いたい人」が大集合する企画が行われた。
2014年にはさんま・SMAPの過去20年の「黒い噂」を検証する企画が放送された。
2015年にはさんま・SMAPの「うらやましい」「妬ましい」「ジェラシーを感じる」人を大告白する企画が放送された。しかし、この年が最後の放送となった（詳細は後述）。

## SMAP解散・番組の終焉とその後
2016年8月、SMAPが年内での解散を発表。この年に本番組が制作されるかについて、日本テレビ側は9月末の時点では「お話しできるタイミングではない」との見解を示した。
そして、同年12月2日、日本テレビにより同年は放送されないことが分かった。SMAP解散騒動の影響もあり、同年夏以降、「グループ活動をすることは難しい」と5人は民放音楽特番の出演を辞退しており、厳しい状況を承知の上で、同局は同年も放送するべくオファーしていたが、かなわなかったいい、中居が『ザ!世界仰天ニュース』と『ナカイの窓』、さんまが『踊る!さんま御殿!!』のレギュラー番組を持ち、同局と関係が深いため、粘り強く交渉を続けてきたが、「事務所から承諾はもらえなかった」という。
これで、1995年からスタートしたが、2015年放送分が最終回となり、放送年数20年・通算21回の歴史に幕を閉じる事になった。
さんまは自身がパーソナリティーを務めるヤングタウン土曜日（12月3日）で当番組が終了したことを明かした。
2015年まで、日本テレビの番組にSMAPが定期的に全員揃って出演するのは本番組のみだった。
2016年からはクリスマスの生放送特番は『行列のできる法律相談所』に移行し、2017・2018年の放送ではさんまが司会を務めている。また、2017年は、放送では使われなかったものの「シークレットカフ」も司会席に置かれていた。しかし、2019年以降はクリスマスの時期に生放送のバラエティ特番は放送されていない。

## シークレットカフ
放送禁止用語やテレビでは絶対に言えないようなことを言う際、さんまやSMAPが「シークレットカフ」と呼ばれるカフのレバーを下ろしてその間の音声を隠すという制度が番組名物となっていた（2003年から2008年を除く）。
このシークレットカフは同局の番組『しゃべくり007』の一企画の「ギリギリ007」の生放送バージョンのときも使用されている（但し、「カフ晋也」という名前となっている）。
番組の演出上、なくてはならない "要" ともいえる名物演出。いたってシンプルなおかつ単純な演出だが、生放送がゆえに放送禁止用語・放送上不適切な発言・極端な個人情報・暴露話などを言いたい、または言わざるを得ない状況時に、設置されているレバー（カフスイッチ）（2002年までは「ナイショ」とカタカナで書かれているプレートも下に設置）をさんまが引くと、ウルトラマンの効果音やサンタクロースと思われる中年男性の歌声から構成されるジングルベル（2002年まではまた違うアレンジのジングルベルのAメロ部分）が放送上に流れ、ゲストを含めた出演者全員とスタッフや観客の笑い声の音声が切れて聞こえなくなるという演出である。ただし、スタジオの状況次第ではSMAPメンバーの誰かがカフを引く時もある（大多数がさんまの暴露話時である）。1999年のみ、全編オールロケでスタジオがなかったため、移動中のロケバス車内に設置されていた。
カフ使用時には「シークレットカフ。危険なトークをしております。しばらくお待ちください」というテロップが画面下部に表示され、危険トーク終了後にさんまがカフを戻したあとにスタジオが爆笑の渦になるという、毎年恒例パターンになっていた。2002年をもって突然廃止されたが、7年後の2009年に復活し、以降ふたたび毎年恒例となっている（さんまもオープニングにおいて、毎年「恒例の（で）カフが～」と言っている）。2011年にユースケ・サンタマリアがトークや舞台の宣伝等で喋ろうとした途端、さんまがいたずらでカフを引かれ過激な内容でも無いのにもかかわらずトークを封じ込まれたこともある。しかし、最後の放送となった2015年については例年通りスタジオに設置はされていたものの、使用されなかったうえに番組冒頭での説明・テロップでの表記も行われなかった。カフのある年での未使用となったのは番組開始以来最初で最後となった。

## 番組内容の変化
本番組はスタッフの大幅な入れ替わりや放送作家の入れ替えのため、番組構成・番組コンセプトが第1回の1995年とは大幅に異なっている。大まかに分類すると2003年、2005年、2009年、2013年の4回大幅リニューアルが行われていた。
「番組初期」（1995年第1回 - 2002年第8回）
1995年、司会者としての地位を既に確立していた明石家さんまとそのさんまとも既に親交があり、当時人気急上昇中であったSMAPの6人（翌年から5人）の計7人によるクリスマスバラエティとしてスタート。この当時は「さんまがまだ若手だったSMAPの6人のフリートークの腕を鍛えよう」という意味合いが込められており、入れ替わりに登場する少数の女優ゲストとともにモニターに表示された恋愛などに関するテーマをもとにさんまの進行でトークを繰り広げてゆく番組で、危険なトーク時には前述の「シークレットカフ」を使用して音声カットするという斬新な演出が施された。当時は司会進行をさんまが担当し、SMAPがパネラーの立場となっており、日本テレビの女性アナウンサーがさんまのアシスタント的役割であった。
「シークレットカフ廃止」「再現VTR企画開始」（2003年第9回 - 2004年第10回）
上記のとおり、恒例となっていた危険なトーク時に使用する「シークレットカフ」がスタッフ入れ替えによる方針転換もあり、廃止となる。ただし、この "カフの一時廃止" は2003年のいったんの廃止初回において冒頭のオープニングで番組が9回目であることは触れたものの、さんま・SMAP両者ともカフがなくなった旨の話は一切していない。その後、2006年の放送において木村がシークレットカフが無いことについて触れている。また、それまで完全に生放送のトークのみだったものが、再現VTRを挟みながらトークするようになった。引き続き、さんまが司会進行、SMAPがパネラーの役割は変わらず。
「ゲスト大量増員」「さんまが司会進行からパネラーに変更」（2005年第11回 - 2008年第14回）
一部スタッフを入れ替え、番組を大幅リニューアルする。初回から流れていたオープニングアニメーションが廃止となった。また、20人前後の様々なジャンルの女性芸能人をひな壇ゲストとして迎えるようになった。この年からさんまは司会進行ではなくSMAPと共にパネラーとしての役割に変更となり、羽鳥慎一（当時日本テレビアナウンサー）が番組全体の進行を担当するようになった。2003年から引き続き、シークレットカフは廃止。
「シークレットカフ復活」「罰ゲーム制度開始」「ひな壇ゲストが男女混合に」（2009年第15回 - 2012年第18回）
番組1回目から2002年の第9回まで恒例だった危険発言を放送上に流さない「シークレットカフ」が復活した。「シークレットカフ、7年ぶりの復活です」等の話はさんま・SMAP両者とも一切なかった。以降は毎年さんま・SMAPの中から1名が、ひな壇ゲストの投票や視聴者投票などによって（審査方法は毎年異なる）エンディングに罰ゲームを行うという内容になった。また、これまでは『美女と野獣のクリスマススペシャル』という番組タイトル通り例外を除き原則として女性ゲストのみが登場していたが、男女混合の大勢のひな壇ゲストが登場するようになった。
「ひな壇ゲスト減員」「罰ゲーム制度廃止」（2013年第19回 - 2015年第21回）
20人前後のひな壇ゲストの出演と罰ゲームの実施が廃止された（そのため、負けた年がなかった、さんま・草彅の2人のみ罰ゲーム経験がなかった）。ひな壇は一部ゲストが座るために残されたが、大幅に縮小された。ゲストの全体数では1997年から2004年頃程の平均人数に戻されている。

## 出演者

### メインキャスト
- 明石家さんま - 番組開始から2004年までは司会進行、2005年以降はSMAPと共にパネラーとして出演。
- SMAP - 開始当初からパネラーとして出演。
  - 中居正広
  - 木村拓哉
  - 稲垣吾郎
  - 草彅剛
  - 香取慎吾
  - 森且行（1995年のみ出演、翌1996年にSMAPを脱退したため降板。）

### 進行アシスタント
すべて出演当時日本テレビアナウンサー（羽鳥のみ2011年にフリーアナウンサーに転身した後も引き続き担当）。
| 放送年 | アシスタント        |
| ------ | ------------------- |
| 1995年 | 角田久美子          |
| 1996年 | 魚住りえ            |
| 1997年 | 笛吹雅子            |
| 1998年 | 森富美              |
| 1999年 | 笛吹雅子            |
| 2000年 | 笛吹雅子            |
| 2001年 | 笛吹雅子            |
| 2002年 | 古市幸子            |
| 2003年 | 森富美              |
| 2004年 | 小野寺麻衣 羽鳥慎一 |
| 2005年 | 羽鳥慎一            |
| 2006年 | 羽鳥慎一            |
| 2007年 | 羽鳥慎一            |
| 2008年 | 羽鳥慎一            |
| 2009年 | 羽鳥慎一            |
| 2010年 | 羽鳥慎一            |
| 2011年 | 羽鳥慎一            |
| 2012年 | 羽鳥慎一            |
| 2013年 | 羽鳥慎一            |
| 2014年 | 羽鳥慎一            |
| 2015年 | 羽鳥慎一            |

### 罰ゲームプレゼンター
罰ゲーム制度のあった2009年から2012年のみ登場。
- ダチョウ倶楽部
- 出川哲朗（2009年を除く）

## 放送日・ゲスト・視聴率
| 回数   | 放送日         | ゲスト | 視聴率 |
| ------ | -------------- | --- | ------ |
| 第1回  | 1995年12月20日 | 野際陽子、浅野ゆう子、久本雅美、篠原涼子 | 24.1%  |
| 第2回  | 1996年12月21日 | 中村玉緒、かたせ梨乃、観月ありさ、高島礼子 | 20.4%  |
| 第3回  | 1997年12月25日 | 関根勤、川島なお美、高島礼子、岡田真澄、若乃花、丸山茂樹、佐野史郎、藤岡弘、北島三郎、中村玉緒、三田村邦彦 | 25.7%  |
| 第4回  | 1998年12月26日 | 武蔵丸、高島礼子、天童よしみ、松本明子、奥菜恵、ビビアン・スー、松たか子、八代亜紀、永作博美、いかりや長介、DREAMS COME TRUE、北島三郎、中村玉緒 | 24.5%  |
| 第5回  | 1999年12月25日 | 中村玉緒【電話出演のみ】 高島礼子、キャイ〜ン、木村佳乃 | 24.8%  |
| 第6回  | 2000年12月23日 | 深田恭子、木村佳乃、広末涼子 | 24.4%  |
| 第7回  | 2001年12月22日 | 江角マキコ、内山理名、稲森いずみ | 20.3%  |
| 第8回  | 2002年12月21日 | 新庄剛志、島谷ひとみ、ヒルトン姉妹、ボブ・サップ、小池栄子、はるな愛 | 22.6%  |
| 第9回  | 2003年12月20日 | 松たか子、磯野貴理子 | 18.6%  |
| 第10回 | 2004年12月18日 | 清原和博、長谷川京子、小池栄子、佐藤江梨子、MEGUMI | 20.1%  |
| 第11回 | 2005年12月25日 | 磯野貴理子、岩佐真悠子、大沢あかね、大林素子、小沢真珠、乙部綾子、和希沙也、熊田曜子、坂下千里子、杉田かおる、杉本彩、田中雅美、夏川純、浜口京子、ほしのあき、森泉、森下千里、安めぐみ、梨花、若槻千夏                                                                                              | 23.4%  |
| 第12回 | 2006年12月23日 | 岩佐真悠子、大沢あかね、神田うの、熊田曜子、古閑美保、小池百合子、山崎静代（南海キャンディーズ）、杉本彩、杉山愛、鈴木紗理奈、関根麻里、中川翔子、ほしのあき、眞鍋かをり、マリエ、三船美佳、村上知子（森三中）、矢口真里、YOU、梨花、Mie                                                            | 21.1%  |
| 第13回 | 2007年12月22日 | IKKO、大黒摩季、神田うの、木下優樹菜、ギャル曽根、熊田曜子、小池栄子、佐田真由美、里田まい、友近、西川史子、羽野晶紀、ほしのあき、松嶋尚美（オセロ）、マリエ、光浦靖子（オアシズ）、宮崎宣子（日本テレビアナウンサー）、室井佑月、山本モナ、梨花                                                    | 20.0%  |
| 第14回 | 2008年12月20日 | 押切もえ、片岡安祐美、国仲涼子、古閑美保、SHIHO、関根麻里、高島礼子、高畑淳子、はるな愛、若槻千夏 | 16.8%  |
| 第15回 | 2009年12月13日 | 有吉弘行、アンタッチャブル、磯野貴理、狩野英孝、木下優樹菜、キャイ〜ン、里田まい、関根麻里、土田晃之、東京03、友近、はるな愛、広末涼子、マリエ、吉川ひなの、ロッチ | 22.2%  |
| 第16回 | 2010年12月19日 | 阿部祐二、有吉弘行、いとうあさこ、AKB48（高橋みなみ、板野友美）、金子哲雄、カンニング竹山、具志堅用高、サバンナ、楽しんご、椿鬼奴、友近、ノッチ（デンジャラス）、ピース、マツコ・デラックス、宮迫博之（雨上がり決死隊）、渡部陽一                                                                   | 23.4%  |
| 第17回 | 2011年12月25日 | アンジャッシュ、磯野貴理子、尾木直樹、オリエンタルラジオ、カンニング竹山、クリス松村、田中卓志（アンガールズ）、土田晃之、はるな愛、平成ノブシコブシ、山崎弘也、ローラ / 内田篤人、香里奈、谷村美月、東京03、ドロンズ石本、長谷部誠、山本耕史、ユースケ・サンタマリア                               | 21.0%  |
| 第18回 | 2012年12月23日 | アンジャッシュ、栗原類、COWCOW、カンニング竹山、キャイ〜ン、後藤輝基（フットボールアワー）、スギちゃん、高橋茂雄（サバンナ）、武井壮、平成ノブシコブシ、ローラ、はるな愛 / 浅野和之、一色紗英、緒形直人、旭天鵬、近藤春菜（ハリセンボン）、鈴江奈々（日本テレビアナウンサー）、生瀬勝久、ビビる大木 | 13.7%  |
| 第19回 | 2013年12月24日 | 高橋由美子、剛力彩芽、松村邦洋、市川海老蔵、大竹しのぶ、森脇健児、森口博子、いしだ壱成、相原勇、円広志 | 18.0%  |
| 第20回 | 2014年12月23日 | 坂上忍、ヒロミ、日本エレキテル連合、鈴木奈々、ねば〜る君、嗣永桃子（Berryz工房）、市川海老蔵、岩尾望（フットボールアワー）、本田翼、ビートたけし | 17.3%  |
| 第21回 | 2015年12月22日 | 坂上忍、鈴木奈々、ピース、ヒロミ、堀北真希、長谷川潤、浅田美代子、藤田ニコル、内藤大助、ぺこ、りゅうちぇる、小林麻耶 | 15.4%  |

## 各年のテーマ・正式な番組タイトルほか
| 放送回 | 放送年 | 番組タイトル                                     | テーマ |
| ------ | ------ | ------------------------------------------------ | --- |
| 1      | 1995年 | さんま&SMAP!美女と野獣のクリスマススペシャル     | SMAP100の哲学 彼女にして欲しいX'masファッション                                                                           |
| 2      | 1996年 | さんま&SMAP!美女と野獣のクリスマススペシャル     | SMAP100の哲学'96 クリスマスにして欲しい女の子のファッション                                                               |
| 3      | 1997年 | さんま&SMAP!美女と野獣のクリスマススペシャル3    | SMAP100の哲学'97 SMAPサンタが街にやってきた クリスマスにして欲しいファッション                                            |
| 4      | 1998年 | さんま&SMAP!美女と野獣のクリスマススペシャル'98  | SMAP100の哲学 クリスマスにして欲しいファッション                                                                          |
| 5      | 1999年 | さんま&SMAP!美女と野獣のクリスマススペシャル'99  | さんま&SMAPの行ってみたい場所 さんま&SMAPクリスマス 10のこだわり '99 SMAPの喜怒哀楽 クリスマスファッションショー'99       |
| 6      | 2000年 | さんま&SMAP!美女と野獣のクリスマススペシャル2000 | SMAP 都内某所生告白 豪華X'masプレゼント交換会 恒例!X'masファッションショー                                                |
| 7      | 2001年 | さんま&SMAP!美女と野獣のクリスマススペシャル'01  | X'masファッションショー SMAP 街頭生ザンゲ さんま&SMAP 街頭イメージ調査                                                    |
| 8      | 2002年 | さんま&SMAP!美女と野獣のクリスマススペシャル'02  | さんま&SMAPイメージ調査〜1番○○なのは誰!?〜 X'masプレゼント交換会 合コンシミュレーション                                   |
| 9      | 2003年 | さんま&SMAP!美女と野獣のクリスマススペシャル'03  | さんま&SMAPがクリスマスだからやりたいこと                                                                                 |
| 10     | 2004年 | さんま&SMAP!美女と野獣のクリスマススペシャル'04  | クリスマスだから本当のアナタが見たい さんま&SMAPの本性が見たい㊙生ハプニング                                              |
| 11     | 2005年 | さんま&SMAP!美女と野獣のクリスマススペシャル'05  | さんま&SMAPのクリスマスNo.1決定戦                                                                                         |
| 12     | 2006年 | さんま&SMAP!美女と野獣のクリスマススペシャル'06  | さんま&SMAPが出会った今年一番ムカついた女 さんま&SMAPが出会った今年一番グッときた女 さんま&SMAPが選ぶ今夜グッときた女No.1 |
| 13     | 2007年 | さんま&SMAP!美女と野獣のクリスマススペシャル'07  | さんま&SMAPが出会った今年一番ムカついた女 美女20人が選ぶ今年一番ムカついた女 さんま&SMAPが選ぶ今夜のイヤな女No.1          |
| 14     | 2008年 | さんま&SMAP!美女と野獣のクリスマススペシャル'08  | さんま&SMAPの名言 |
| 15     | 2009年 | さんま&SMAP!美女と野獣のクリスマススペシャル'09  | さんま&SMAPの都市伝説 |
| 16     | 2010年 | さんま&SMAP!美女と野獣のクリスマススペシャル'10  | さんま&SMAPへの禁断の質問                                                                                                 |
| 17     | 2011年 | さんま&SMAP!美女と野獣のクリスマススペシャル'11  | さんま&SMAPのことが大嫌いな芸能人                                                                                         |
| 18     | 2012年 | さんま&SMAP!美女と野獣のクリスマススペシャル'12  | さんま&SMAPの"嘘"を告発!                                                                                                  |
| 19     | 2013年 | さんま&SMAP!美女と野獣のクリスマススペシャル'13  | さんま&SMAPに"久しぶりに会いたい人"                                                                                       |
| 20     | 2014年 | さんま&SMAP!美女と野獣のクリスマススペシャル'14  | さんま&SMAPの過去20年の"黒い噂"を大検証                                                                                   |
| 21     | 2015年 | さんま&SMAP!美女と野獣のクリスマススペシャル'15  | さんま&SMAPの嫉妬する人物                                                                                                 |

## 備考

### エピソード
- 毎年日本テレビGスタジオから生放送されていた（1999年を除く）。番組のセットは2年連続で同じものが使用されたことは1度もなく、毎年変更して組み立て直している。司会者席、（さんま・）SMAPとゲスト出演者の座り位置、シークレットカフの設置位置（ただし一時中断していた2003年 - 2008年除く）は第1回から変更されていない。
- 1995年の第1回では、「SMAP100の哲学」のテーマ・こんな食べ方は許せないという内容で香取が「マヨネーズだけでメシが喰えないヤツは許せん!!」と回答しており、モニターに表示された。その際に葉っぱを平気で食べられるという話になり、スタッフからマヨネーズを渡されスタジオの脇にあった観葉植物の葉っぱ1枚をマヨネーズをつけて実際に食べてしまった。
- 1999年の第5回では、先述通り初めてオールロケという大幅な演出変更とゲスト数減少が行われたが、これについてさんまが「去年（1998年）ゲストが多すぎて（13名）すっごい評判悪かったの、さんまさんとSMAP（だけの）番組が見たいと言われた」とし、ゲストよりSMAPとのトークに重点を置きたかったため、例年と違うスタイルになったと吐露していた。この年は移動中のロケバス内にて「’99さんま&SMAP喜怒哀楽」と題したコーナーがあり、6人のトークは以下の通りである。
  - パンツはいて下さい - 稲垣
  - いきなりVIP - 木村
  - 中居くんは僕が好き♥ - 草彅
  - 俺はトーク上手 - 草彅
  - こんな吾郎が許せない! - 香取（前1998年「SMAP100の哲学」に引き続き）
  - こんな女は許さない! - 中居
  - さんま - （なし）
- 2000年の第6回では、ナレーターが古谷徹だったためにガンダムファンの木村が瞬時にそれに気がつき「アムロだアムロだ」と大喜びをして、古谷にアムロの名台詞「親父にもぶたれた事がないのに!」を叫ばせた。しかし、さんまは自身の大好きな『タッチ』の主人公・上杉達也と勘違いし、「南って言って!」と何度も繰り返し躊躇いながらも古谷は一応リクエストに答えていた。
- 2001年の第7回は、稲垣が謹慎中だったため出演していない。
- 2004年の第10回では、12月25日にSMAP出演のフジテレビ系のドラマ『X'smap〜虎とライオンと五人の男〜』の放送が決定していたため、例年より1週間早い放送となった。番宣として、当番組のスタジオから中継で『TVおじゃマンボウ』にSMAPがゲスト出演し、ダーツ対決をした。また、2009年はさらに前倒しされ、13日に放送された。
- 2005年は『仮装大賞』の得点パネルおよび合格・不合格音をオリジナルのまま使用して放送し、中居と木村が満点を獲得した。
- 2006年には「今夜グッときた女」を決めるコーナーがあり、結果は以下の通りである。
  - 木村 - 神田うの
  - 草彅 - 小池百合子
  - 稲垣 - YOU
  - 中居 - 関根麻里
  - 香取 - ほしのあき
  - さんま - （なし）
  - 今夜グッときた女NO.1 - 関根麻里
- 2009年からSMAPのメンバーが同局の番組に当番組の宣伝で出演することが多くなった。2009年には草彅が番宣のために当日放送された『笑点』にゲスト出演した。マギー審司の演芸中に、「マギーつよし」として突如登場し、『笑点』の観覧者を驚かせた。その他、稲垣も『ズームイン!!SUPER』などの生放送番組に出演し、番宣を行った。
- 2010年には、番宣として当日放送の『真相報道 バンキシャ!』にSMAPが中継で生出演した。その他、木村が『世界一受けたい授業』や『行列のできる法律相談所』、香取が『ズームイン!!SUPER』などの生放送番組で番宣した。
- 2011年・2012年にも同様に『真相報道 バンキシャ!』にSMAPが中継で生出演した。
- 2013年には『news every.』にSMAPが中継で生出演した。
- 2014年には『行列のできる法律相談所』に稲垣と草彅がゲスト出演した。『火曜サプライズ』には稲垣がVTR出演し、最後にはSMAPが中継で生出演した。
- 2015年には『火曜サプライズ』に中居がVTR出演し、最後にはSMAPが中継で生出演した。
- 2015年の放送において、さんまは自身の番組内でSMAP解散騒動の余波があったことを明かしている[4]。これにより、さんま司会のクリスマス特番は『明石家サンタ』（フジテレビ系列）[注 15]のみになった。

### 放送曜日や他番組との兼ね合い
- 2001年から2004年までは、香取が出演する『SmaSTATION!!』が23:00から放送されていたことから放送枠が30分縮小され、22:54までとなっていた。また、『SmaSTATION』放送中に香取が日本テレビからテレビ朝日に移動することが恒例となっていた。
- 2005年は『SmaSTATION!!』と重ならない日曜日の放送のため、放送枠が15分拡大され、23:09までとなった。また、さんまが12月24日にフジテレビの『明石家サンタ』に出演するため1日遅い放送となった。
- 2006年は『SmaSTATION!!』の前時間番組である『土曜ワイド劇場』が30分拡大となったため、2005年同様23:09までとなった。
- 2007年にも『SmaSTATION!!』の前時間番組である『土曜ワイド劇場』が30分拡大のため、7年ぶりに23:24までとなった。また、放送週の月曜日から金曜日の深夜（23 - 24時台の時間）に15分間の初の事前番組『SMAP?あと○日』が放送された（○には、何日前かを表す数字が入る）。系列外の沖縄テレビも遅れネットで放送した。
- 2009年には4年ぶりに日曜日に放送された。翌年以降も2012年まで日曜日に放送されていた。
- 2013年には16年ぶりに平日の火曜日に放送された。（1995年は水曜日、1997は木曜日）また、『明石家サンタ』と同日の放送となった。2014年・2015年も火曜日に放送された。

## ネット局
| 放送対象地域   | 放送局名                  | 系列                                             | ネット形態                     | 備考      |
| -------------- | ------------------------- | ------------------------------------------------ | ------------------------------ | --------- |
| 関東広域圏     | 日本テレビ（NTV）         | 日本テレビ系列                                   | 制作局                         | -         |
| 北海道         | 札幌テレビ（STV）         | 日本テレビ系列                                   | 同時ネット                     | -         |
| 青森県         | 青森放送（RAB）           | 日本テレビ系列                                   | 同時ネット                     | -         |
| 岩手県         | テレビ岩手（TVI）         | 日本テレビ系列                                   | 同時ネット                     | -         |
| 宮城県         | ミヤギテレビ（MMT）       | 日本テレビ系列                                   | 同時ネット                     | -         |
| 秋田県         | 秋田放送（ABS）           | 日本テレビ系列                                   | 同時ネット                     | -         |
| 山形県         | 山形放送（YBC）           | 日本テレビ系列                                   | 同時ネット                     | -         |
| 福島県         | 福島中央テレビ（FCT）     | 日本テレビ系列                                   | 同時ネット                     | -         |
| 山梨県         | 山梨放送（YBS）           | 日本テレビ系列                                   | 同時ネット                     | -         |
| 新潟県         | テレビ新潟（TeNY）        | 日本テレビ系列                                   | 同時ネット                     | -         |
| 長野県         | テレビ信州（TSB）         | 日本テレビ系列                                   | 同時ネット                     | -         |
| 静岡県         | 静岡第一テレビ（SDT）     | 日本テレビ系列                                   | 同時ネット                     | -         |
| 富山県         | 北日本放送（KNB）         | 日本テレビ系列                                   | 同時ネット                     | -         |
| 石川県         | テレビ金沢（KTK）         | 日本テレビ系列                                   | 同時ネット                     | -         |
| 福井県         | 福井放送（FBC）           | 日本テレビ系列 / テレビ朝日系列                  | 同時ネット                     | [ 注 16 ] |
| 中京広域圏     | 中京テレビ（CTV）         | 日本テレビ系列                                   | 同時ネット                     | -         |
| 近畿広域圏     | 読売テレビ（ytv）         | 日本テレビ系列                                   | 同時ネット                     | -         |
| 鳥取県・島根県 | 日本海テレビ（NKT）       | 日本テレビ系列                                   | 同時ネット                     | -         |
| 広島県         | 広島テレビ（HTV）         | 日本テレビ系列                                   | 同時ネット                     | -         |
| 山口県         | 山口放送（KRY）           | 日本テレビ系列                                   | 同時ネット                     | -         |
| 徳島県         | 四国放送（JRT）           | 日本テレビ系列                                   | 同時ネット                     | -         |
| 香川県・岡山県 | 西日本放送（RNC）         | 日本テレビ系列                                   | 同時ネット                     | -         |
| 愛媛県         | 南海放送（RNB）           | 日本テレビ系列                                   | 同時ネット                     | -         |
| 高知県         | 高知放送（RKC）           | 日本テレビ系列                                   | 同時ネット                     | -         |
| 福岡県         | 福岡放送（FBS）           | 日本テレビ系列                                   | 同時ネット                     | -         |
| 長崎県         | 長崎国際テレビ（NIB）     | 日本テレビ系列                                   | 同時ネット                     | -         |
| 熊本県         | くまもと県民テレビ（KKT） | 日本テレビ系列                                   | 同時ネット                     | -         |
| 鹿児島県       | 鹿児島読売テレビ（KYT）   | 日本テレビ系列                                   | 同時ネット                     | -         |
| 大分県         | テレビ大分（TOS）         | 日本テレビ系列 / フジテレビ系列                  | 土曜・日曜の場合のみ同時ネット | [ 注 17 ] |
| 宮崎県         | テレビ宮崎（UMK）         | フジテレビ系列 / 日本テレビ系列 / テレビ朝日系列 | 日曜の場合のみ同時ネット       | [ 注 18 ] |

## スタッフ

### 第21回（2015年）現在
- 総合演出：髙橋利之（2004,2008年 -、2003年は演出、2005 - 2007年まで監修）
- ナレーター：窪田等
- TM：江村多加司（2009年 - 、1996,2000,2002年はSW）
- SW：蔦佳樹（2004年はCAM）、安藤康一（2007,2008,2015年）
- CAM：大庭茂嗣（2013年 - ）
- MIX：川合亮（2008,2012 - 2015年、2001,2007年は音声）、高木哲郎（2013,2015年）
- AUD：篠田貴之（2015年）
- PA：宮坂修
- モニター：本木満（1997,2000 - 2003,2005 - 2010,2013 - 2015年）
- VE：鈴木昭博（2011 - 2015年、2009年はVTR）、笈川太（2015年）、斎藤孝行（2007,2009,2010,2013,2015年）
- 照明：小笠原雅登（2013年 - ）
- 技術協力：NiTRo（2007年 -、初回開始から第12回まで「NTV映像センター」と表記）
- 美術協力：日テレアート（初回開始から第8回まで「日本テレビアート」と表記）
- 美術：牧野沙和（2013年 - ）
- デザイン：平岡真穂（2011年 - ）
- TK：坂本幸子（1995年 - ）、山沢啓子（1999年 - ）
- ECG：宮前芳恵（2015年）
- 音効：加藤つよし（2009年 - ）、小平英司（2014年 - ）
- リサーチ：フォーミュレーション（2006年 -）
- 企画協力：よしもとクリエイティブ・エージェンシー（開始から2006年まで「吉本興業」と表記）
- 編成：阿部寿徳、植野浩之（植野→2014,2015年、2011,2012年は編成企画）、末延靖章（阿部・末延→2015年）
- 広報：西室由香里（2005 - 2007,2010年 - ）
- デスク：兒島理佳子（2015年）
- イベント運営：アガサス
- 協力：ジャニーズ事務所
- ＜VTR班＞
  - AD：本田千穂、西田沙希（2015年）
  - AP：日下潤（2013年 - 、2012年は、VTR演出補）、柳井千晴（2015年）
  - ディレクター：井上圭（2015年）、小澤博之（小澤→2014年 - ）、綾部健二（2015年）、松谷夢々（松谷→2008,2009,2015年）、藤田恭輔（2015年）
  - チーフディレクター：井上伸正（2014年 - 、2007,2011 - 2013年はVTRディレクター、2010年はD）、岡田直也（2014年 - 、2008 - 2013年はVTRディレクター）
  - プロデューサー：阿河朋子（2008年 - ）、持田順也（2015年、2014年はVTRディレクター）
- AD：田村幸大（2015年）、佐々木美歩（2011年 -）、黒木初美（2014年 - ）
- ディレクター：吉川真一朗（2010,2011年はAD、2012年 - ）、鈴木淳一（2009,2010,2014年 - ）、福田龍（2014年 - ）、井上尚也（2012,2013,2015年）、藤原耕治（1997,1999,2001,2003,2008年 - ）、小笠原豪、上村雄一（小笠原・上村→2014年 - ）
- チーフディレクター：上田崇博（2007 - 2012年までD、2013 - 2014年まで演出、2015年）
- 演出：栗原甚（2000年はD、2005年 - 2007年まで総合演出、2008年 - 2012年までP、2013年 - ）
- 歌演出：徳永清孝（2015年、2008 - 2012年はD）
- プロデューサー：東井文太（2013年 - ）／佐々木俊勝（1995 - 2006,2008,2009年までD、2011年 - ）、村上早苗（2001年まで制作進行→2002 - 2007年はAP、2008年 - ）、白石綾子（2004 - 2010年はAP、2011年 - ）
- スーパーバイザー：菅賢治（2014年 - 、2000年はP）
- チーフプロデューサー：森實陽三（2010,2014年 - 、2003年はP、2008年 - 2009年までチーフクリエイター、2011年 - 2013年まで離脱）
- 制作協力：THE WORKS、E Company、えすと（2008年 - ）、創輝（2006年 - ）
- 製作著作：日本テレビ

### 過去のスタッフ
- チーフプロデューサー：
  - 初代：渡辺弘（1995 - 1996年）
  - 2代目：桜田和之（1997年）
  - 3代目：吉川圭三（1998 - 2006年、1997年はP）
  - 4代目：松岡至（2007年）
  - 6代目：安岡喜郎（2011年 - 2013年、1999年はP）
- プロデューサー：中井信介（1995年）、佐野譲顕（1996年）、吉田真（1997年 - 1999年）、竹内尊実（1999年 - 2001年）、磯野太（1998年）、矢追孝男（2001 - 2003年）、戸田一也（2002年）、三枝孝臣（2003,2004年、1995 - 1999年は演出、2000 - 2002年は総合演出）、小澤太郎（2004年 - 2012年）、東山将之（2005年 - 2007年） / 加藤晋也（1997年 - 2000年、ユニオン企画）、天笠ひろ美（1997 - 2002,2005 - 2007 - 2009,2011,2013,2014年）、本橋由美子（2003年）
- 構成：岡本尚哉、とちぼり元、わぐりたかし、おちまさと（1995年）、川崎良（1995年 - 2000年）、下等ひろき、三木敦、塚本紀子（1996年）、海老克哉（1996年 - 2000年）、町山広美（1996年 - 2014年）、鈴木おさむ（1996年 - 2014年）、大岩賞介（1995年 - 、構成担当は大半が2003年以降参加している者のみとなっている）、小野高義（2000,2001年）、藤井靖大、松井洋介（2001年）、桜井慎一（2002 - 2014年）、金森匠（2002,2003年）、金森直哉（2002年）、石津聡、川上トリオ（2004年）
- 音楽：佐橋俊彦（1995 - 1998年）、三宅一徳（1999年）
- 総監修：五味一男（2000年、2001年は相談相手）
- 監修：吉川圭三（2009 - 2013年、1995,1996年は演出、1997年はP、1998 - 2006年までCP）
- 演出：小澤龍太郎（2004年、2003年は総合演出）
- 歌演出：高谷和男（2014年、2013年のみ演出担当）
- ディレクター：浪岡厚生（1995 - 2002年）、当麻康夫（1996,1997,1999,2001,2002,2004,2005年）、福士睦（1996 - 1998年）、長谷川賢一（1996 - 1999,2001 - 2006年）、高橋政光（1997年）、鈴木雅人、綱島弘子、吉田雅司、星野克己（1999年）、川邊昭宏（1999 - 2001年）、竹田次彦（1999 - 2002年）、環真吾、市野雅一、井上芳朗、鈴木政裕（2000年）、大熊仁子、滝沢純一（2000,2001年）、瓜生健（2002年、2001年は演出）、南波昌人（2002,2005 - 2008年、1999年は演出）、舟澤謙二（2002 - 2006年）、小江翼、福田逸平太、武末大作、川井田一泰（2003年）、原司（2003,2005 - 2010年、2004年はCD）、毛利忍（2004年、2000 - 2002年は演出）、前田直敬（2004,2005年）、吉濱明秀（2004,2005,2007年）、大澤宏一郎、大熊義紹（2005 - 2007年）、江成真二（2006年）、長久弦、早川多祐（2007年）、山下朋洋（2008 - 2012年）、小杉隆史（2008年）、干場備前（2009 - 2012年）、長井香織（2010年、2007,2008年はVTR演出/D）、川口信洋（2011年）、岩鼻優（2011 - 2013年）、栗原利典、久保田克重（2013 - 2014年）
- 歌AD：宮原環奈（2013年）
- 歌ディレクター：宮崎浩一（2013年）
- VTRプロデューサー：髙松明央（2004,2005年、2003年はP）、松井昂史（2006,2007年）、本橋武夫（2008年）、小島俊一（2008,2009,2011 - 2013年、2010年はP）
- VTR演出：田島与真、和気由香子（2003年）
- VTR演出/ディレクター：木下仁志（2004年、2003年はVTR演出）、川端鉄也（2004 - 2006年、2003年はVTR演出）、神山祐人（2004年）、番秀一郎（2004,2005年）、西原信行、中廣周平（2005年）、渡邉孝之（2006年）、川本賢一郎（2006 - 2009年）、川崎文平（2006,2007年）、高野透矢（2007,2008年）、山泉貴弘、奥田隆英（2009年）
- VTRディレクター：東海林大介（2011 - 2014年）、塚田直之、山嶋将義（2011年）、田中真之（2012 - 2014年）、陣崎行夫（2012,2013年）、笠原裕（2013年）、高橋正人、曽我翔（2014年）
- VTRAD：関友香里（2012年）、松本佳奈子、齋藤麻都夏（2013年）、杉浦啓太、山口智教（2014年）
- VTRAP：広瀬聡子（2004年）、中條理麻（2005年）、山中れい子（2006年）、黒川こず枝（2007 - 2009年）、鈴木美帆（2008年）、小島恵子（2009年）、髙橋保乃（2013,2014年）
- AD：藤田志帆（2010年）、宮崎順平（2010年）、岩川静香（2011年）、大橋達郎（2012,2013年）、渡邊友一郎（2013年）
- AP：宇佐見友教（1996年）、秦野晃子（2003年）、棚橋砂予（2008年）
- 制作進行：森下典子（1995 - 1998年）、増谷秀行（1999年）、高橋陽子（2000,2001年）
- デスク：大黒紫（2004 - 2008年）、府川麻衣子（2009 - 2012年）、濱村吏加（2013年）、大橋真理（2014年）
- 編成企画：佐藤俊之、炭谷宗佑（2013年）
- 編成：松隅美和（2008年）、糸井聖一（2009 - 2010年、2004年はP）、稲垣眞一（2010年）、久保真一郎（2014年）
- 広報：野元佳子（1995年）、大関俊彦（1996年）、向笠啓祐（1997,1998,2008,2009年）、佐々木理江（1999年）、小串理恵（2000 - 2004年）、高木明子（2008,2009年）
- 営業：加藤友規（2010年）
- 営業推進：梶原美緒（2011,2012年）、中西江美（2013年）、島田美帆（2014年）
- 技術（1999年）：吾妻光良（1996 - 1998年は音声）、高梨正利（1997,1998年はSW）、野田哲雄、和泉田智志（共に1999年）
- TM：秋山真（1995年はSW、2000,2001年）、古井戸博（2002 - 2004年）、新名大作（2005,2007,2008年）
- TD：佐々木伸郎（1997年）、北野政憲（1998年）、清水秀明（2004年）、宮崎和久（2005年）
- SW：望月達史（1995,2002,2009,2011年はCAM、2001,2003 - 2005,2007,2008,2010年）、小林宏義（2009,2011,2012,2014年、2003,2005年はCAM）、加賀屋博史（2004,2010年）、村上新郷（2004年）、松嶋賢一（2009年）、岩本茂（2011 - 2014年）、蔦佳樹（2014年、2007,2010,2012年はCAM）
- CAM：木村博靖（1996,2008年）、山田祐一（1997,1998年）、角田洋子（2000,2001年）、高野信彦（2005年）、鎌倉和由（2008年）
- 調整：柴田康弘（1995年）、貫井克次郎（1996年）、石渡敏幸（1998年）、根本正実（1997年）
- VE：江頭恭二（2000年）、吉田亘（2001年）、矢田部昭（2003年）、山口考志（2004,2014年）、飯島章夫、飯島友美（2005年）、三山隆浩（2007,2008年）、川村雄一（2008年）、石野太一（2011年、2007年はVE）、天内理絵（2012年）
- VTR（2005年-）：矢田部昭、佐藤満、今野広樹（2005年）、田口徹（2006年）、笈川太（2007年）、塩原和益（2008年、2004年はVE）、杉本裕治（2010年、2002年はVE）、佐久間治雄（2011年、2005,2009,2010年はVE）
- AUD：鈴木詳司（1995,2005年）、今村公威（2000年）、笹川秀男（2002年）、勝又理行（2007年）、藤雅樹（2008年）、五十嵐愛（2010年）、岩崎廉（2011,2012年）、中野裕介（2013年）、小境健太郎（2014年）
- MIX（2008年-）：村上正（2008 - 2012年、2003 - 2005,2007年はAUD）、吉田航（2009年）、今野健（2010,2011年）、辻直哉（2014年、2000年はPA、2008,2009年はAUD）
- 照明：小寺勝馬（1995年、1996年）、山本智浩（1997,2000 - 2003,2005 - 2008年）、高橋明宏（1998,1999年）、内藤晋（1999,2004,2009,2010年）、山内圭（1999年）、安井雅子（2009年）、谷田部恵美（2011,2012年）
- 中継技術（1999 -2001年）：南澤隆幸、篠原昭浩、正井祥二郎（共に1999年）
  - マイクロTD：鎌倉和由（2000年）
  - TD：川村朋秀（2000,2001年、1999年は中継技術）
  - SW：大本裕司（2000年）、山根寿彦（2001年）
  - CAM：齋藤秀夫（2000年）、小鮒広樹（2001年）
  - 音声：林道生（2000,2001年）
  - MIX：渡辺祐一（2000,2001年）
  - VE：小峰祐司（2000年）、平山章（2001年）
- バリ・ライト(1995年)：渡辺昭夫（1995年）
- PA（1998年-）：中村久夫（1998年）、小暮倫見（2002,2004年）、花見秀徳（2003年）、吉田岳（2006 - 2008,2014年）、鈴木智浩（2007年）、葉桐慶次（2010,2012年）
- モニター（1996年-）：ジャパンテレビ（1996年）、池山紘章（1998年）、久保浩司（2004年）、木村好伸（2011,2012年）
- クレーン（2002年-）：金子二三夫（2002,2004,2005,2007 - 2010年）、三和プロライト（2003年）
- 技術協力：日本テレビビデオ（1999,2001年、1996 - 1997,2003年は編集）
- 編集：遠藤和人（1995年、ギブアンドテイク）、ギヴ&テイク（共に1996 - 1998,2000 - 2007年）、麻布プラザ（2007年）
- MA：森司郎（1995年、ギブアンドテイク）
- ECG：滝澤奈美子（2010 - 2014年）
- 音効：佐藤裕二（1995 - 2004年）、高取謙（2005年）、森山顕仁（2005 - 2007年）、岡崎宏（2008 - 2010年）、橘哲夫（2011 - 2013年）
- CG協力：株式会社アクセス（1995年）
- CG制作：ゴッドキッズ（2014年）
- 美術：羽谷重信（1995 - 1998年）、鈴木喜勝（1999 - 2003年）、林健一（2004 - 2012年）
- デザイン：小林俊輔（1995 - 1997年）、ト部亜喜（2002年）、本田恵子（2003 - 2005,2008 - 2012年）、熊崎真知子（2004年）、中村桂子（2006,2007年）
- 美術監修（2005年）：道勧英樹（2005年、1998 - 2004年はデザイン）
- TK：福岡由紀（1996年）、野口一実（1996 - 1999年）、桜井英美子、葛貫明子（共に1999年）、北須賀恵美（1999,2001年）、井崎綾子（2000年）、春日千佳子（2002年）、竹島祐子（2010年）
- リサーチ：野村直子（2003,2004年、フォーミュレーション）、江見頼孝（2004年、フォーミュレーション）、金田佑馬（2005年、フォーミュレーション）、フルタイム（2010年）
- 中継コーディネート(1999年)：古山晃（1999,2000年）、山田泰（1999年）、小川明人（2000,2001年）
- イベント運営(1999,2002年 - )←→運営(2000,2001年)：内藤智子（1999,2000年）、光岡裕子（1999 - 2012年）、渡辺義人（1999 - 2001年）、柏木美宏（1999年）
- 制作協力：ハウフルス（1999年）、SHOW TV（1999 - 2001年）、AGASUS(アガサス)（1999 -2005年）、モスキート（1999 -2002年）、いまじん（2003 - 2005年）、ZIPPY（2003年）、オフィス・ケーアール（2008年）